# Keith Schwab
 (juillet 2022).
Pour les articles homonymes, voir Schwab.
Keith Schwab est un physicien américain né le 18 mai 1968 à Saint-Louis au Missouri, États-Unis. Dans les années 2020, il étudie les phénomènes physiques aux très basses températures et les phénomènes quantiques.

## Biographie
Keith Schwab obtient un Bachelor of Arts en physique de l'université de Chicago en 1990, puis un PhD en physique de l'université de Californie à Berkeley en 1996.
Sa thèse doctorale, intitulée « Experiments with Superfluid Oscillators », décrit un gyroscope ultra-sensible basé sur les propriétés de l'hélium superfluide .
Par la suite, en 1996, il rejoint le California Institute of Technology, où il effectue la première observation d'un quantum de la conductance thermique (en), qui est la limite minimale du flux d'énergie mécanique (phonon) à travers un canal quantique.
Schwab rejoint en 2000 la National Security Agency où il supervise un groupe étudiant les limites quantiques des structures mécaniques.
En 2002, il est identifié par le MIT comme l'un des 100 meilleurs innovateurs du monde âgé de moins de 35 ans.
Dans les années 2010, il démontre expérimentalement qu'un objet macroscopique peut se trouver en deux endroits différents, alors que plusieurs physiciens du début du XXe siècle croyaient que les phénomènes quantiques étaient seulement présents dans les objets microscopiques.